# Omocestus nigripennus
Omocestus nigripennus är en insektsart som beskrevs av Zheng, Z. 1993. Omocestus nigripennus ingår i släktet Omocestus och familjen gräshoppor. Inga underarter finns listade i Catalogue of Life.